# Corniclypeus simplex
Genre
Synonymes
- Cornifronus Jin, Li & Zhang, 2024
- Cornifrons Jin, Li & Zhang, 2024 nec Lederer, 1858

Espèce
Synonymes
- Cornifronus simplex Jin, Li & Zhang, 2024
- Cornifrons simplex Jin, Li & Zhang, 2024

Corniclypeus simplex, unique représentant du genre Cornifrons, est une espèce d'araignées aranéomorphes de la famille des Trachelidae.

## Distribution
Cette espèce est endémique de Chine. Elle se rencontre à Hainan et au Yunnan.

## Description
Les mâles mesurent de 1,65 à 1,90 mm et les femelles de 2,12 à 2,43 mm.

## Systématique et taxinomie
Cette espèce a été décrite sous le protonyme Cornifronus simplex par Jin, Li et Zhang en 2024, corrigée en Cornifrons simplex. Cornifrons Jin, Li & Zhang, 2024 étant préoccupé par Cornifrons Lederer, 1858, il est remplacé par Corniclypeus par Jin, Li et Zhang en 2024.

## Publications originales
- Jin, Li & Zhang, 2024 : « Cornifronus gen. nov., a new dark sac spider genus from China (Araneae: Trachelidae). » Zootaxa, no 5415(3), p. 392-400.
- Jin, Li & Zhang, 2024 : « Corniclypeus gen. nov., a replacement name for Cornifrons Jin, Li & Zhang, 2024 (Araneae: Trachelidae), preoccupied in Lepidoptera. » Zootaxa, no 5443(2), p. 298.